# Petar Slišković
Petar Slišković [ˈsliʃ.kɔ.vɪtɕ] (* 21. Februar 1991 in Sarajevo) ist ein kroatischer Fußballspieler. Der Stürmer steht seit 2022 beim indischen Erstligisten Chennaiyin FC unter Vertrag; zuvor hatte er den Großteil seiner Karriere bei verschiedenen Vereinen in Deutschland und der Schweiz verbracht. Er ist ehemaliger kroatischer Nachwuchsnationalspieler.

## Kindheit
Petar Slišković kam in Sarajevo, Hauptstadt des seit 1992 unabhängigen Bosnien und Herzegowina, zur Welt. 2007 verließ er mit seiner Mutter das Land und wanderte nach Deutschland aus, wo man in Offenbach am Main eine neue Heimat fand.

## Karriere
Petar Slišković spielte bei NK Kiseljak in Kiseljak, nordwestlich von Sarajevo gelegen, Fußball. In den 2000er-Jahren kam er nach Deutschland und spielte bei Schwarz-Weiß Griesheim, bevor er über den FSV Frankfurt in das Nachwuchsleistungszentrum des 1. FSV Mainz 05 kam. Mit der A-Jugend wurde er unter Trainer Thomas Tuchel 2009 Deutscher A-Jugend-Meister. Nach zwei Jahren in der A-Jugendmannschaft des Vereins stand er ab der Schlussphase der Regionalliga-Saison 2009/10 im Kader der Zweiten Herrenmannschaft. Nach 14 Toren in 20 Spielen erhielt er im Dezember 2010 einen Profivertrag. Seinen ersten Bundesligaeinsatz absolvierte Slišković am 20. Spieltag der Bundesliga-Saison 2010/11, als er beim 1:0-Auswärtssieg gegen den 1. FC Kaiserslautern in der 73. Minute für Lewis Holtby eingewechselt wurde. Sein erstes Tor in der Bundesliga erzielte er zwei Wochen später zum 2:4-Endstand beim 1. FC Köln.
Zur Saison 2011/12 wurde Slišković an den Zweitligisten FC St. Pauli ausgeliehen. Nach seiner Rückkehr nach Mainz wurde er im August für die Saison 2012/13 an Dynamo Dresden weiterverliehen. Das Leihgeschäft wurde am 29. Januar 2013 vorzeitig beendet; Slišković kehrte zu Mainz 05 zurück. Dort stand er zunächst wieder im Kader der U-23 und wurde in den Bundesligaspielzeiten 2012/13 (einmal) und 2013/14 (zweimal, eine rote Karte) dreimal bei den Profis eingewechselt. In der Saison 2013/14 wurde Slišković mit 23 Toren in 26 Einsätzen Torschützenkönig der Regionalliga Südwest und stieg mit der Mannschaft in die 3. Liga auf. Zur Saison 2014/15 rückte er wieder in den Bundesligakader der Mainzer auf. Dort kam er auf zwei Bundesligaeinsätze. Ansonsten kam er zu acht Drittligaeinsätzen mit der zweiten Mannschaft, in denen er drei Tore erzielte.
Am 3. Februar 2015 wechselte Slišković in die Schweizer Super League zum FC Aarau. Sein Vertrag lief bis 30. Juni 2016. Mit dem Verein stieg er am Ende der Saison 2014/15 als Tabellenletzter in die Challenge League ab. Im Januar 2016 wechselte Slišković zu den Stuttgarter Kickers. Nachdem er mit den Kickers in die Regionalliga abgestiegen war, wechselte er im Sommer 2016 zum Halleschen FC. Im Januar 2017 wurde er bis zum Saisonende an die zweite Mannschaft seines ehemaligen Vereins Mainz 05 ausgeliehen und kehrte nach sechs Toren in 15 Ligaspielen nach Halle zurück.
Anfang August 2018 schloss er sich dem FC Viktoria 1889 Berlin an, für den der Stürmer in der Regionalliga Nordost in 15 Hinrundenpartien neun Treffer beisteuerte. Nachdem Viktoria Berlin in der Winterpause einen Insolvenzantrag gestellt hatte, unterschrieb Slišković Anfang Januar 2019 einen Vertrag bis Saisonende beim VfR Aalen.
Nach dem feststehenden Abstieg lehnte der Stürmer das Angebot zur Vertragsverlängerung ab und unterschrieb einen Zweijahresvertrag beim seinerseits in die 3. Liga abgestiegenen MSV Duisburg. Mit den Zebras spielte der Kroate lange um den Aufstieg mit, am Ende wurde es nach nur acht Punkten aus den letzten sieben Spielen nur Tabellenrang 5. Slišković hatte vier Tore beisteuern können, verpasste jedoch auch mehrere Partien aufgrund von Verletzungen und konnte sich nicht gegen den ebenfalls neu verpflichteten und wesentlich effektiveren Vincent Vermeij behaupten.
Im Anschluss folgte Ende August 2020 ein Wechsel zum künftigen Ligakonkurrenten, dem Aufsteiger Türkgücü München, bei dem der Angreifer einen Einjahresvertrag erhielt. Im Januar 2022 wechselte er nach der Insolvenz Türkgücüs innerhalb der 3. Liga zum SV Wehen Wiesbaden. Nach nur einem halben Jahr, in dem er ohne Torbeteiligung blieb, löste er seinen Vertrag beim SVWW im Sommer 2022 wieder auf.
Stattdessen ging er nach Indien und schloss sich dem dortigen Erstligisten Chennaiyin FC an, bei dem der deutsche Thomas Brdaric das Traineramt innehatte.

### Nationalmannschaft
Im November 2010 absolvierte Slišković sein erstes Auswahlspiel für den kroatischen Fußballverband in einem Freundschaftsspiel für die U21-Auswahl gegen Slowenien. Bis zum Ende des Jahres 2011 folgen noch weitere sechs Einsätze, davon drei in der EM-Qualifikation.

## Erfolge
1. FSV Mainz 05
- Deutscher A-Jugend-Meister: 2009
- Aufstieg in die 3. Liga: 2014

FC Viktoria 1889 Berlin
- Berliner Landespokalsieger: 2019

Türkgücü München
- Aufstieg in die 3. Liga: 2020

### Auszeichnungen
- Torschützenkönig der Regionalliga Südwest: 2014